# Interlink Airlines
Interlink Airlines (mã IATA = 1D, mã ICAO = ITK) là hãng hàng không có trụ sở ở Johannesburg, Nam Phi và có căn cứ ở Sân bay quốc tế OR Tambo, Johannesburg.

## Lịch sử
Interlink Airlines được thành lập và bắt đầu hoạt động từ năm 1998. Hãng có một số tuyến đường quốc nội và quốc tế cũng như các chuyến bay thuê bao trong vùng nam châu Phi

## Các nơi đến
(Tháng 3/2007):
- Nam Phi

- Johannesburg
- Cape Town
- Kruger National Park

- Ả Rập Xê Út

- Jeddah

- Burundi

- Bujumbura

## Đội máy bay
(Tháng 2/2008):
- 2 Boeing 737-200 (thuê của Safair)

Tính tới tháng 2/2008, tuổi trung bình các máy bay của Interlink Airlines là 24.4 năm().